# ماساهیتو اونو
ماساهیتو اونو (ژاپنی: 小野 雅史؛ زادهٔ ۹ اوت ۱۹۹۶) یک بازیکن فوتبال اهل ژاپن است.
از باشگاه‌هایی که در آن بازی کرده‌است می‌توان به اشگاه فوتبال اومیا آردیجا اشاره کرد.